# Kältebeständigkeit
Unter Kältebeständigkeit versteht man die Widerstandsfähigkeit von Werkstoffen, Bauteilen und technischen Produkten gegen niedrige Temperaturen. Viele Materialeigenschaften ändern sich in Abhängigkeit von der Temperatur. Wird die sogenannte untere Gebrauchstemperatur unterschritten, besteht die Gefahr, dass ein Material bzw. das daraus bestehende Objekt nicht mehr die für den Anwendungszweck benötigten Eigenschaftswerte aufweist.
Typische Effekte, die bei tiefen Temperaturen auftreten können, sind:
- Versprödung: Einige Werkstoffe wie z. B. manche Stähle weisen eine temperaturabhängige Zähigkeit auf. Unterhalb einer Übergangstemperatur werden sie spröde (sogenannte Kaltversprödung), was zu Brüchen führen kann, sofern die Konstruktion dies nicht berücksichtigt. Auch Kunststoffe haben eine Glasübergangstemperatur, bei deren Unterschreitung das Material vom weichen in den spröden, glasartigen Zustand übergeht. Die Ursache der Challenger-Katastrophe war beispielsweise eine Dichtung aus Elastomer, die infolge zu tiefer Umgebungstemperaturen ihre Elastizität und damit die Dichtwirkung verlor.

- Wärmeschrumpfung: Zieht sich ein Objekt bei Abkühlung zu stark zusammen, kann es unter Umständen nicht mehr seine Funktion erfüllen. Besonders kritisch sind Bauteile, die aus Materialien mit unterschiedlichem Ausdehnungskoeffizienten bestehen. Hier kann es aufgrund von verschieden starker Kontraktion zu thermischen Spannungen und damit zu Rissen kommen.

- Veränderungen bei Flüssigkeiten: Flüssigkeiten können bei tiefen Temperaturen gefrieren, die Viskosität steigt in der Regel mit abnehmender Temperatur und es kann zu Ausflockungen kommen. All diese Probleme treten beispielsweise beim Einsatz von Kraftfahrzeugen im Winter auf. Bei unzureichendem Frostschutz gefriert das Kühlwasser ein, dickflüssige Motoröle (Sommeröle) bieten bei tiefen Temperaturen aufgrund hoher Viskosität nur unzureichende Schmierwirkung (siehe Viskositäts- bzw. SAE-Klassen) und bei Nichtbenutzung von Winterdiesel droht ein Verstopfen des Kraftstofffilters infolge von Ausflockungen.

- Beeinflussung von elektrischen und elektrochemischen Komponenten: Ein typisches Beispiel ist die Starterbatterie eines Fahrzeuges, die im Winter nicht mehr über ausreichende Kapazität verfügt, weil die elektrochemischen Vorgänge durch die geringe Temperatur beeinträchtigt werden. Auch der elektrische Widerstand von Materialien ändert sich mit der Temperatur, weshalb es in elektrischen Bauteilen und Schaltungen bei extremen Temperaturen zu Funktionsstörungen kommen kann.

Die Kältebeständigkeit, bzw. untere Gebrauchstemperatur ist in der Regel in den jeweiligen technischen Dokumentationen, Datenblättern, Normen usw. angegeben. Sie muss bei Auswahl und Einsatz eines Werkstoffes, Bauteiles oder Produktes beachtet werden.